# Club Baloncesto Jairis
Club Baloncesto Jairis (CB Jairis), ook Hozono Global Jairis om sponsorredenen, is een basketbalclub met damesteam gevestigd in Alcantarilla, een voorstad ten westen van Murcia, de hoofdstad van de autonome regio Murcia. Jairis, het eerste jaar nog onder de naam Iris, werd in 1954 opgericht. Het eerste team promoveerde in 2022 naar de hoogste klasse, de Liga Femenina de Baloncesto de España en bleef daar sindsdien actief.
Het stadion is de Pabellón Municipal Fausto Vicent, met 1.200 zitplaatsen.